# 소지 베이컨
소시 베이컨(영어: Sosie Bacon, 영어 발음: /ˈsoʊsi/, 1992년 3월 15일 ~ )은 미국의 배우이다. 드라마 《루머의 루머의 루머》(2017-18)의 스카이 밀러 역으로 잘 알려져 있다.

## 출연 작품

### 영화
- 러버보이 (2005)
- 라스트 썸머 (2019)
- 스마일 (2022)

### 텔레비전
- 클로저 (2009)
- 루머의 루머의 루머 (2017-18)